# 西経114度線
西経114度線（せいけい114どせん）は、本初子午線面から西へ114度の角度を成す経線である。北極点から北極海、北アメリカ、太平洋、南極海、南極大陸を通過して南極点までを結ぶ。カナダの自治領測量において、西経114度線は「第5経線」となっている。東経66度線と共に大円を形成する。

## 通過する地域一覧
西経114度線は、北極点から南極点まで南に向かって以下の場所を通っている。
| 地理座標                                               | 国土・領土・領海                   | 備考 |
| ------------------------------------------------------ | ---------------------------------- | --- |
| 北緯90度0分 西経114度0分 / 北緯90.000度 西経114.000度  | 北極海                             | |
| 北緯77度57分 西経114度0分 / 北緯77.950度 西経114.000度 | カナダ                             | ノースウエスト準州 — ブロック島 |
| 北緯77度43分 西経114度0分 / 北緯77.717度 西経114.000度 | バランタイン海峡（英語版）         | |
| 北緯77度19分 西経114度0分 / 北緯77.317度 西経114.000度 | 名前のない水域                     | フィッツウィリアムオーウェン島（英語版）（ カナダノースウエスト準州、北緯77度7分 西経113度54分 / 北緯77.117度 西経113.900度）の西を通過 |
| 北緯76度54分 西経114度0分 / 北緯76.900度 西経114.000度 | カナダ                             | ノースウエスト準州 — エメラルド島 |
| 北緯76度43分 西経114度0分 / 北緯76.717度 西経114.000度 | 名前のない水域                     | |
| 北緯76度16分 西経114度0分 / 北緯76.267度 西経114.000度 | カナダ                             | ノースウエスト準州 — メルヴィル島 |
| 北緯75度28分 西経114度0分 / 北緯75.467度 西経114.000度 | マレー湾（英語版）                 | |
| 北緯75度3分 西経114度0分 / 北緯75.050度 西経114.000度  | リドン湾（英語版）                 | |
| 北緯74度47分 西経114度0分 / 北緯74.783度 西経114.000度 | カナダ                             | ノースウエスト準州 — メルヴィル島 |
| 北緯74度31分 西経114度0分 / 北緯74.517度 西経114.000度 | マクルアー海峡                     | |
| 北緯73度55分 西経114度0分 / 北緯73.917度 西経114.000度 | パリー海峡                         | バイカウントメルビル海峡 |
| 北緯73度13分 西経114度0分 / 北緯73.217度 西経114.000度 | カナダ                             | ノースウエスト準州 — ビクトリア島 |
| 北緯72度48分 西経114度0分 / 北緯72.800度 西経114.000度 | リチャード・コリンソン湾（英語版） | |
| 北緯72度38分 西経114度0分 / 北緯72.633度 西経114.000度 | カナダ                             | ノースウエスト準州 — ビクトリア島 |
| 北緯70度42分 西経114度0分 / 北緯70.700度 西経114.000度 | プリンスアルバート湾（英語版）     | |
| 北緯70度17分 西経114度0分 / 北緯70.283度 西経114.000度 | カナダ                             | ノースウエスト準州 — ビクトリア島 ヌナブト準州（北緯70度0分 西経114度0分 / 北緯70.000度 西経114.000度から） - ビクトリア島 |
| 北緯69度15分 西経114度0分 / 北緯69.250度 西経114.000度 | ドルフィンアンドユニオン海峡       | |
| 北緯68度23分 西経114度0分 / 北緯68.383度 西経114.000度 | カナダ                             | ヌナブト準州 — 本土 |
| 北緯68度14分 西経114度0分 / 北緯68.233度 西経114.000度 | コロネーション湾                   | |
| 北緯67度58分 西経114度0分 / 北緯67.967度 西経114.000度 | カナダ                             | ヌナブト準州 — ベレンス島（英語版）、本土 ノースウエスト準州（北緯65度57分 西経114度0分 / 北緯65.950度 西経114.000度から） - グレートスレーブ湖を通過 アルバータ州（北緯60度0分 西経114度0分 / 北緯60.000度 西経114.000度） - カルガリー（北緯51度2分 西経114度0分 / 北緯51.033度 西経114.000度）を通過 |
| 北緯49度0分 西経114度0分 / 北緯49.000度 西経114.000度  | アメリカ合衆国                     | モンタナ州 アイダホ州（北緯45度42分 西経114度0分 / 北緯45.700度 西経114.000度から） ユタ州（北緯42度0分 西経114度0分 / 北緯42.000度 西経114.000度から） アリゾナ州（北緯37度0分 西経114度0分 / 北緯37.000度 西経114.000度から）                                                                         |
| 北緯32度14分 西経114度0分 / 北緯32.233度 西経114.000度 | メキシコ                           | ソノラ州 |
| 北緯31度31分 西経114度0分 / 北緯31.517度 西経114.000度 | カリフォルニア湾                   | |
| 北緯29度34分 西経114度0分 / 北緯29.567度 西経114.000度 | メキシコ                           | バハ・カリフォルニア州 バハ・カリフォルニア・スル州（北緯28度0分 西経114度0分 / 北緯28.000度 西経114.000度から） |
| 北緯26度58分 西経114度0分 / 北緯26.967度 西経114.000度 | 太平洋                             | |
| 南緯60度0分 西経114度0分 / 南緯60.000度 西経114.000度  | 南極海                             | |
| 南緯73度51分 西経114度0分 / 南緯73.850度 西経114.000度 | 南極大陸                           | 領有権主張のない地域 |